# Finlay Mickel
Finlay Mickel (ur. 6 grudnia 1977 w Edynburgu) – brytyjski narciarz alpejski, uczestnik Zimowych Igrzysk Olimpijskich 2006 w Turynie.

## Kariera
Pierwszy raz na arenie międzynarodowej pojawił się 15 stycznia 1995 roku podczas zawodów FIS Race we francuskim Valmorel. Zajął tam wtedy 41. miejsce, a dzień później, także w slalomie, 32. miejsce. W 1996 roku po raz pierwszy i ostatni wziął udział w mistrzostwach świata juniorów w Schwyz. W supergigancie i zjeździe zajmował 50. pozycję, natomiast giganta nie ukończył. Debiut w zawodach Pucharu Świata zaliczył 25 listopada 2000 roku, kiedy to w Lake Louise zajął 58. miejsce w zjeździe. Pierwsze pucharowe punkty zdobył nieco ponad rok później w zjeździe w Val d’Isère, plasując się na 25. pozycji. Najlepszy jego występ w poszczególnym starcie w zawodach Pucharu Świata to zjazd w Wengen 14 stycznia 2006 roku, kiedy to zajął 10. miejsce. Najwyżej w końcowej klasyfikacji generalnej uplasował się w sezonie 2004/2005, kiedy to z dorobkiem 89 punktów zajął ostatecznie 62. miejsce.
Uczestnik Zimowych Igrzysk Olimpijskich 2006 w Turynie. Wystartował tam w zjeździe i supergigancie, zajmując odpowiednio 25. i 22. miejsce. Czterokrotny uczestnik mistrzostw świata. Najlepszy rezultat osiągnął na Mistrzostwach Świata 2005 w Bormio, kiedy to zajął 11. miejsce w zjeździe.

## Osiągnięcia

### Igrzyska olimpijskie
| Miejsce | Dzień     | Rok  | Miejscowość | Konkurencja | Czas biegu  | Strata  | Zwycięzca           |
| ------- | --------- | ---- | ----------- | ----------- | ----------- | ------- | ------------------- |
| 25.     | 12 lutego | 2006 | Turyn       | Zjazd       | 1:51,48 min | +2,68 s | Antoine Dénériaz    |
| 22.     | 18 lutego | 2006 | Turyn       | Supergigant | 1:32,10 min | +1,45 s | Kjetil André Aamodt |

### Mistrzostwa świata
| Miejsce | Dzień       | Rok  | Miejscowość  | Konkurencja     | Czas biegu  | Strata  | Zwycięzca          |
| ------- | ----------- | ---- | ------------ | --------------- | ----------- | ------- | ------------------ |
| 35.     | 30 stycznia | 2001 | St. Anton    | Supergigant     | 1:25,66 min | +4,20 s | Daron Rahlves      |
| DNF1    | 7 lutego    | 2001 | St. Anton    | Zjazd           | -           | -       | Hannes Trinkl      |
| 29.     | 2 lutego    | 2003 | Sankt Moritz | Supergigant     | 1:42,18 min | +3,38 s | Stephan Eberharter |
| 24.     | 6 lutego    | 2003 | Sankt Moritz | Kombinacja      | 3:28,02 min | +9,61 s | Bode Miller        |
| 33.     | 8 lutego    | 2003 | Sankt Moritz | Zjazd           | 1:47,36 min | +3,82 s | Michael Walchhofer |
| 23.     | 29 stycznia | 2005 | Bormio       | Supergigant     | 1:30,11 min | +2,56 s | Bode Miller        |
| 11.     | 5 lutego    | 2005 | Bormio       | Zjazd           | 1:57,53 min | +1,31 s | Bode Miller        |
| DNF1    | 6 lutego    | 2007 | Åre          | Supergigant     | -           | -       | Patrick Staudacher |
| DNS     | 8 lutego    | 2007 | Åre          | Superkombinacja | -           | -       | Daniel Albrecht    |
| 26.     | 11 lutego   | 2007 | Åre          | Zjazd           | 1:47,45 min | +2,77 s | Aksel Lund Svindal |

### Mistrzostwa świata juniorów
| Miejsce | Dzień     | Rok  | Miejscowość | Konkurencja | Czas biegu  | Strata  | Zwycięzca          |
| ------- | --------- | ---- | ----------- | ----------- | ----------- | ------- | ------------------ |
| 50.     | 27 lutego | 1996 | Schwyz      | Supergigant | 1:31,26 min | +4,50 s | Didier Défago      |
| 50.     | 27 lutego | 1996 | Schwyz      | Zjazd       | 1:38,26 min | +7,18 s | Ambrosi Hoffmann   |
| DNF1    | 1 marca   | 1996 | Schwyz      | Gigant      | -           | -       | Rainer Schönfelder |

### Puchar Świata

#### Miejsca w klasyfikacji generalnej
- 2001/2002: 139.
- 2002/2003: 132.
- 2004/2005: 62.
- 2005/2006: 68.
- 2006/2007: 103.